# Резолюция Ньюлендса
|  |
|  |

был спущен флаг Гавайской республики и поднят
Резолюция Ньюлендса — совместное постановление палат Конгресса США от 1898 года о присоединении республики Гавайи, установленной американскими поселенцами после упразднения коренного Королевства Гавайи. В 1900 году конгресс создал территорию Гавайи. Аннексия островов была весьма спорным политическим вопросом наряду с аналогичной проблемой приобретения Филиппин в 1898 году. Названа по имени конгрессмена Френсиса Ньюлендса.

## Принятие резолюции
В 1897 году президент США Уильям Мак-Кинли подписал договор об аннексии республики Гавайи. Но ему не удалось получить поддержку двух третей Сената, только 46 из 90 сенаторов проголосовали за. В апреле 1898 года Соединённые Штаты начали войну с Испанией, и республика Гавайи объявила о своем нейтралитете. На практике же она оказала огромную поддержку Соединённым Штатам, продемонстрировав свою ценность в качестве военно-морской базы в военное время и получив широкое одобрение американцев за её нейтральное поведение. С ослаблением сопротивления Гавайи были аннексированы резолюцией Ньюлендса; несмотря на то, что законопроект был составлен демократом, большая часть поддержки исходила от республиканцев. Резолюция была утверждена Конгрессом на совместном заседании 6 июля 1898 года и 7 июля подписана Мак-Кинли. 12 августа на ступенях дворца Иолани состоялась церемония в честь официальной передачи гавайского суверенитета Соединённым Штатам. Большинство граждан Гавайских островов не признали законность этого события и не присутствовали.
В соответствии с резолюцией была создана комиссия из пяти человек, которая должна была определить будущие законы Гавайев. В комиссию вошли:
- губернатор Территории Гавайи Сэнфорд Б. Доул
- сенатор Шелби Каллом
- сенатор Джон Т. Морган
- член Палаты представителей Роберт Р. Хитт
- бывший министр юстиции Гавайской республики и будущий губернатор Уолтер Ф. Фрир

Окончательный отчёт комиссии был представлен конгрессу для обсуждения, которое длилось более года. Конгресс выдвинул возражения, что создание выборного правительства на Гавайях приведёт к принятию штата с небелым большинством. Аннексия позволила осуществлять беспошлинную торговлю между островами и материком и сделала уже существующее американское военное присутствие постоянным.
Испано-американская война ускорила вопрос аннексии. Президент Бенджамин Харрисон представил договор о присоединении Гавайских островов сенату Соединённых Штатов для ратификации.
Создание территории Гавайских островов было последним шагом в долгой истории истощения их суверенитета. Против аннексии выступило подавляющее большинство коренного населения, но без какого-либо референдума.
Приобретение гавайских земель Соединёнными Штатами всё ещё вызывает споры активистов по поводу законности и соответствия конституции США. Гавайское движение за суверенитет считает аннексию незаконной. В 1993 г. США принесли извинения за аннексию.

## Стоимость
Соединённые Штаты взяли на себя 4 миллиона долларов в виде гавайского долга в рамках аннексии. Дэвид Р. Баркер из университета Айовы заявил в 2009 году, что, в отличие от покупки Аляски, Гавайи были выгодны для страны, поскольку чистые налоговые поступления почти всегда превышали расходы на оборону. Баркер не принял во внимание стоимость сырой нефти Аляски, а также сумму социальной помощи, выплачиваемой коренным гавайцам, и его данные не анализируют стоимость налогов, выплачиваемых теми, кто уже был гражданами США, так как многие сахарные плантации, принадлежащие гражданам США, были основной облагаемой налогом отраслью на Гавайях. Баркер оценил внутреннюю норму прибыли для аннексии более 15 %.